# Roscelin
Johannes Roscelin von Compiègne (* um 1050 in Compiègne; † um 1124), lateinisch Roscellinus Compendiensis,  war ein französischer Domkanoniker, der Lehrer Peter Abaelards und wie dieser Philosoph und Theologe. Er vertrat einen extremen Nominalismus.

## Leben
Über Roscelins Leben ist wenig bekannt. Er soll in Compiègne in Nordfrankreich geboren worden sein und in Soissons und Reims studiert haben.
Als Kanoniker und Mitglied der Domkapitel von Tours und Besançon war er der Verfasser einer Doktrin, auf Grund derer er beschuldigt wurde, die Dreieinigkeit Gottes zu leugnen. 
Deswegen musste er sich auf einer Synode in Soissons im Jahr 1092 (oder 1093) verantworten – ob er formell verurteilt wurde, ist nicht überliefert – und anschließend Frankreich Richtung England verlassen. Im Jahr darauf wurde er auch aus England ausgewiesen, nachdem er sich in moralisierender Weise abschätzig über den Lebenswandel der dortigen Priester geäußert hatte. Anselm, vormals Abt der Abtei Le Bec und nun Erzbischof von Canterbury, schrieb gegen ihn. 
In Chartres fand er keine Bleibe, obwohl ihm Bischof Ivo wohlgesinnt war, denn es drohte ihm dort die Steinigung durch das aufgebrachte Volk. 
Offensichtlich konnte er nach 1095 seine Lehre in Tours und in Loches fortsetzen, wo Peter Abaelard sein Schüler wurde. Dieser griff später in einem nicht erhaltenen Schreiben an das Domkapitel von Tours seinen ehemaligen Lehrer scharf an und wandte sich in einem weiteren Schreiben an Bischof Galon und den Klerus von Paris, gegen „diesen alten Feind des katholischen Glaubens“ wegen seiner Trinitätslehre einzuschreiten.  
Im Jahr 1098 brachte Roscelin persönlich eine revidierte Version seiner Trinitätslehre zu Papst Urban II., mit der Bitte um Begutachtung, und fand dessen Wohlwollen. 
Nach dieser Zeit ist nichts von ihm überliefert, was ihn in die Nähe der Häresie gerückt hätte.

## Wirkung
Laut Otto von Freising ist Roscelin einer der Begründer des extremen Nominalismus. Nach seiner Auffassung existieren nur Gegenstände, die mit den Sinnesorganen wahrgenommen werden können. Begriffe dagegen – die von den Realisten im Universalienstreit als eigentlich existierend angesehen werden – seien lediglich Bezeichnungen (flatus vocis = von der Stimme erzeugter Lufthauch) und als solche nur Schall und Rauch. Eine Schlussfolgerung war, dass die Dreieinigkeit lediglich ein solcher Begriff sei und tatsächlich ein Aggregat von drei (verschiedenen?) Substanzen – eine eindeutig häretische Auffassung (Tritheismus), die er wohl in Soissons widerrufen musste.
Jedoch sind die Quellen nicht nur über sein Leben, sondern auch über seine Lehre sehr spärlich: Es existiert lediglich eine briefliche Invektive von seiner Hand, gerichtet an seinen früheren Schüler Abaelard, aus dem sich dieser extreme Nominalismus nicht herauslesen lässt. Ansonsten wissen wir von ihm nur aus den Schriften seiner Gegner, insbesondere von Anselm von Canterbury. Es bleibt strittig, ob Roscelin tatsächlich ein früher Vertreter des extremen Nominalismus gewesen ist.